# Jarred Gillett
Jarred Gavan Gillett (sinh ngày 1 tháng 11 năm 1986) là một trọng tài bóng đá người Úc. Gillett hiện đang là trọng tài tại Giải bóng đá Ngoại hạng Anh, kể từ khi được bổ nhiệm vào nhóm trọng tài ưu tú Anh (Select Group) số 1 vào ngày 22 tháng 6 năm 2021.
Sinh ra và lớn lên tại Úc, Jarred Gillett được coi là một trong những trọng tài xuất sắc nhất nước này khi điều hành nhiều trận đấu tại giải vô địch quốc gia Úc. Ông cũng đã tham gia điều hành tại một số giải vô địch quốc gia khác tại châu Á và từng được làm nhiệm vụ tại các giải bóng đá dành cho các cấp độ đội tuyển quốc gia ở châu Á, trong đó có các trận đấu có sự góp mặt của các đội tuyển Việt Nam. Năm 2019, Gillett chuyển đến Anh và tham gia điều hành các trận đấu trong khuôn khổ Football League. Năm 2021, Gillett trở thành trọng tài đầu tiên sinh ra bên ngoài Quần đảo Anh tham gia điều hành một trận đấu thuộc Giải bóng đá Ngoại hạng Anh. Năm 2024, Gillett được chỉ định bắt chính trận Siêu cúp Anh 2024.
Ngoài bóng đá, Gillett còn là một tiến sĩ và là một nghiên cứu sinh hậu tiến sĩ tại một trường đại học ở Anh.

## Đầu đời và hoạt động tại châu Á
Jarred Gavan Gillett sinh ngày 1 tháng 11 năm 1986 tại Gold Coast ở Queensland, Úc. Jarred Gillett bắt đầu sự nghiệp trọng tài vào mùa giải 2010–11 khi bắt chính các trận đấu tại A-League (Giải bóng đá vô địch quốc gia Australia); điều hành 15 trận đấu, bao gồm trận bán kết vòng tranh chức vô địch giữa Adelaide United và Wellington Phoenix. Trong thời gian cầm còi tại A-League, Jarred Gillett đã đã bắt chính 154 trận và từng 5 lần giành được danh hiệu "Trọng tài xuất sắc nhất". Ông cũng đã tham gia điều hành các trận chung kết A-League vào các năm 2012, 2015, 2016, 2017, 2018. Vào tháng 4 năm 2017, ông được bổ nhiệm làm một trong những trợ lý trọng tài video (VAR) đầu tiên tại A-League (giải bóng đá hàng đầu đầu tiên trên thế giới triển khai công nghệ này). Ngoài các trận đấu tại Australia, Jarred Gillett cũng từng làm nhiệm vụ ở các giải Chinese Super League (Trung Quốc), Saudi Professional League (Ả Rập Xê Út) và Indian Super League (Ấn Độ).
Tại các giải đấu ở các cấp độ đội tuyển quốc gia ở châu Á, Jarred Gillett đã tham gia điều hành tại Giải vô địch bóng đá U-19 châu Á 2016, trong đó có trận bán kết giữa U-19 Việt Nam và U-19 Nhật Bản. Jarred Gillett cũng cầm còi tại giải vô địch bóng đá Đông Nam Á 2016 trong trận bán kết lượt đi giữa tuyển Indonesia và tuyển Việt Nam, trận đấu mà Việt Nam thua với tỷ số 1–2 nhưng báo chí Indonesia vẫn cho rằng ông có những quyết định thiên vị tuyển Việt Nam.

## Hoạt động tại nước Anh
Năm 2019, Jarred Gillett chuyển đến Liverpool ở nước Anh sinh sống. Jarred Gillett có trình độ tiến sĩ, và là nhà nghiên cứu hậu tiến sĩ về bệnh bại não tại trường đại học John Moores của Liverpool.
Vào ngày 15 tháng 4 năm 2019, Gillett được phân công làm việc ở trận đầu tiên của mình tại Football League, làm nhiệm vụ ở trận đấu EFL League Two (giải hạng 3 Anh) giữa Morecambe và Cheltenham Town vào ngày 22 tháng 4 năm 2019. Không lâu sau đó, Gillett đã bắt chính trận đấu đầu tiên tại Championship (giải hạng Nhất Anh), ở cặp đấu Blackburn Rovers gặp Swansea City, vào ngày cuối cùng của mùa giải 2018–19. Vào ngày 24 tháng 9 năm 2019, ông bắt chính một trận đấu tại Cúp Liên đoàn Anh (EFL) ở cặp đấu giữa giữa Colchester United và Tottenham Hotspur tại vòng 3. Gillett cũng đã điều hành trận lượt về vòng bán kết play-off Giải hạng nhất Anh 2020–21 giữa Brentford và AFC Bournemouth.
Vào ngày 21 tháng 6 năm 2021, Gillett cùng với ba trọng tài khác được bổ nhiệm vào nhóm Trọng tài ưu tú (Select Group) số 1, cho phép ông tham gia điều hành các trận đấu của Giải Ngoại hạng Anh từ mùa giải 2021–22 trở đi. Vào ngày 25 tháng 9 năm 2021, ông trở thành người đầu tiên sinh ra bên ngoài Quần đảo Anh và là người thứ hai sinh ra bên ngoài Vương quốc Anh làm trọng tài cho một trận đấu của Giải Ngoại hạng Anh, khi bắt chính trận hòa 1–1 giữa Watford và Newcastle United.
Năm 2024, Jarred Gillett được phân công bắt chính trận Siêu cúp Anh 2024 giữa Manchester City và Manchester United.
Jarred Gillett được cho là một cổ động viên của câu lạc bộ Liverpool.

## Số liệu thống kê

### Tại Úc
Tính đến 9 tháng 9 năm 2021
| Mùa giải                      | Số trận | Tổng số | /trận | Tổng số | /trận |
| ----------------------------- | ------- | ------- | ----- | ------- | ----- |
| 2010–11                       | 14      | –       | –     | –       | –     |
| 2011–12                       | 24      | –       | –     | –       | –     |
| 2012–13                       | 18      | –       | –     | –       | –     |
| 2013–14                       | 14      | –       | –     | –       | –     |
| 2014–15                       | 14      | 70      | 5.00  | 4       | 0.36  |
| 2015–16                       | 21      | 101     | 4.81  | 2       | 0.10  |
| 2016–17                       | 17      | 96      | 5.65  | 7       | 0.41  |
| 2017–18                       | 21      | 85      | 4.05  | 4       | 0.19  |
| 2018–19                       | 16      | 64      | 4.00  | 4       | 0.25  |
| Tổng số (tính từ mùa 2014–15) | 159     | 416     | 4.67  | 21      | 0.24  |

### Anh
Tính đến 16 tháng 5 năm 2024
| Mùa giải | Số trận | Tổng số | /trận | Tổng số | /trận |
| -------- | ------- | ------- | ----- | ------- | ----- |
| 2018–19  | 3       | 12      | 4.00  | 0       | 0.00  |
| 2019–20  | 29      | 95      | 3.28  | 2       | 0.07  |
| 2020–21  | 32      | 102     | 3.19  | 3       | 0.09  |
| 2021–22  | 22      | 57      | 2.59  | 5       | 0.23  |
| 2022–23  | 26      | 74      | 2.85  | 2       | 0.08  |
| 2023–24  | 30      | 128     | 4.27  | 3       | 0.10  |
| Tổng số  | 142     | 468     | 3.30  | 15      | 0.11  |